# Малінін Михайло Сергійович
Михайло Сергійович Малінін (рос. Малинин Михаил Сергеевич;нар. 28 грудня 1899, с. Полутино, Костромська губернія, Російська імперія — пом. 24 січня 1960, Москва, СРСР) — радянський воєначальник, генерал армії. Герой Радянського Союзу (1945). У 1952—1956 роках був кандидатом у члени ЦК КПРС. Член Центральної Ревізійної Комісії КПРС у 1956—1960 роках. Депутат Верховної Ради СРСР 3—4-го скликань.

## Біографія
Народився в селі Полутино Костромської губернії в сім'ї селян. Закінчив сільську школу. Працював теслярем. 
У 1919 році почав служити у Червоній армії. Закінчив 2-гу Московську піхотну школу в 1921 році, курси командного складу в 1923 році, Військову академію імені М. В. Фрунзе в 1931 році, академічні курси при Академії моторизації і механізації Червоної армії в 1933 році. Командир стрілецького взводу, стрілецької роти, начальник полкової школи, командир стрілецького батальйону, начальник штабу стрілецького полку, начальник оперативного відділення штабу стрілецької дивізії в Московському військовому окрузі, начальник відділу штабу Уральського військового округу, командир механізованої бригади в Забайкальському військовому окрузі. 
Під час радянсько-фінляндської війни — начальник оперативного відділу штабу 7-ї армії. З квітня 1940 року — начальник штабу 9-го механізованого корпусу.
У роки Другої світової війни — начальник штабу 16-ї армії Західного фронту, штабів Брянського, Донського, Центрального, Білоруського і 1-го Білоруського фронтів, генерал-майор, з грудня 1942 року — генерал-лейтенант. Брав участь в підготовці і проведенні операцій при обороні Москви, контрнаступі під Москвою і під Сталінградом, у битві під Курськом, форсуванні Дніпра, у Білоруській, Варшавсько-Познаньській, Східно-Померанській і Берлінській операціях.
У післявоєнні роки — начальник штабу Групи радянських військ в Німеччині, начальник Головного штабу Сухопутних військ, головний інспектор Радянської Армії, генерал-полковник. У 1952—1960 роках — перший заступник начальника Генерального штабу. З 3 серпня 1953 року — генерал армії. 
У ході Угорського повстання 1956 року перебував в Угорській Народній Республіці, де брав участь в розробці і здійсненні планів дій радянських військ, за що був нагороджений орденом Кутузова 1-го ступеня.
Михайло Сергійович Малінін помер 24 січня 1960 року в Москві. Похований на Новодівочому кладовищі.

## Сім'я
Перша дружина вважалася загиблою, насправді вона потрапила в полон на окупованій території і до 1944 року не могла дати про себе знати.
Друга дружина — Надія Григорівна Грекова, Голова Верховної Ради Білоруської РСР.

## Нагороди
- Медаль «Золота Зірка» (29.05.1945)
- Чотири  ордена Леніна (2.01.1942, 21.02.1945, 29.05.1945, 26.12.1959)
- Три  ордена Червоного Прапора (17.08.1943, 3.11.1944, 15.11.1950)
- Два  ордена Суворова 1 ступеня (29.07.1944, 6.04.1945)
- Два  ордена Кутузова 1 ступеня (28.01.1943, 18.12.1956)
- Орден Суворова 2 ступеня (2.10.1943)
- Орден Червоної Зірки (21.05.1940)
- Медалі

 Іноземні нагороди :
- Почесний Лицар-Командор військового  ордена Британської імперії (Велика Британія, 1945)[2]
- Срібний хрест ордена «Virtuti Militari» (Польща)
- Орден «Хрест Грюнвальда» 3-го класу (Польща)

## Військові звання
- Полковник (1935)
- Генерал-майор (7.10.1941)
- Генерал-лейтенант (20.12.1942)
- Генерал-полковник (18.09.1943)